# سام بيكر (كاتبة)
سام بيكر (بالإنجليزية: Sam Baker)‏ هي كاتِبة وصحفية ومؤلفة بريطانية، ولدت في 1 يوليو 1966 في هامبشير في المملكة المتحدة.

## وصلات خارجية
- الموقع الرسمي